# Alan Campbell (pisarz)
Alan Campbell urodzony w 1971 w Falkirk w Szkocji, gdzie ukończył studia na Uniwersytecie Edynburskim. Zajmował się tworzeniem gier komputerowych na PC i PS2, w tym GTA.
Aktualnie jest pisarzem. Debiutował Nocą blizn 7 lipca 2006 roku, która jest pierwszą częścią trylogii Kodeks Deepgate. Opublikował także Żelaznego anioła (ang. Iron Angel), drugą część trylogii, oraz prequel Ulica Lye (ang. Lye Street). Trzecią część serii stanowi Bóg zegarów (ang. God of Clocks). Trwają także rozmowy w sprawie powstania gry komputerowej i filmu na podstawie trylogii.